# Národní historický park (Haiti)
Národní historický park, který je tvořen skupinou staveb z období prvních let samostatného haitského státu, je jedinou haitskou památkou figurující na seznamu světového dědictví UNESCO. Nachází se na severu země v departementu Nord a sestává z citadely Laferrière, paláce Sans Souci a několika staveb v Ramiers (především drobných vojenských baterií a úkrytů). Tyto budovy jsou symbolem svobody a nezávislosti černých otroků, kteří dosáhli své emancipace a založili druhou nejstarší republiku v Americe (hned po USA).

## Citadela Laferrière
Tato pevnost vystavěná na špičce přírodního vrcholku v nadmořské výšce 900 m n. m. se nachází 17 km od města Cap-Haïtien směrem do vnitrozemí ostrova. Stavbu, která proběhla mezi roky 1805 a 1820 a na které spolupracovalo na 20000 lidí, inicializoval Henri I. ještě coby generál haitské armády. Citadela byla součástí obrany nově nezávislého státu před případným pokusem Francouzů o znovudobytí své bývalé kolonie Saint-Domingue a svojí velikostí patří mezi největší na západní polokouli.
- přesné zeměpisné souřadnice: 19°34′25″ s. š., 72°14′39″ z. d.

## Palác Sans Souci
Palác Sans Souci (česky "Bez starosti") byl vystavěn v letech 1810 - 1813 a sloužil jako královská rezidence Henriho I. Název zámku odkazuje na letní sídlo pruských a německých králů Sanssouci v Potsdami. Zámek byl silně poškozen zemětřesením v roce 1842. V současnosti je neobydlený, zarůstá mechem a trávou, avšak je veřejnosti přístupný.
- přesné zeměpisné souřadnice: 19°36′17″ s. š., 72°13′7″ z. d.

## Fotogalerie

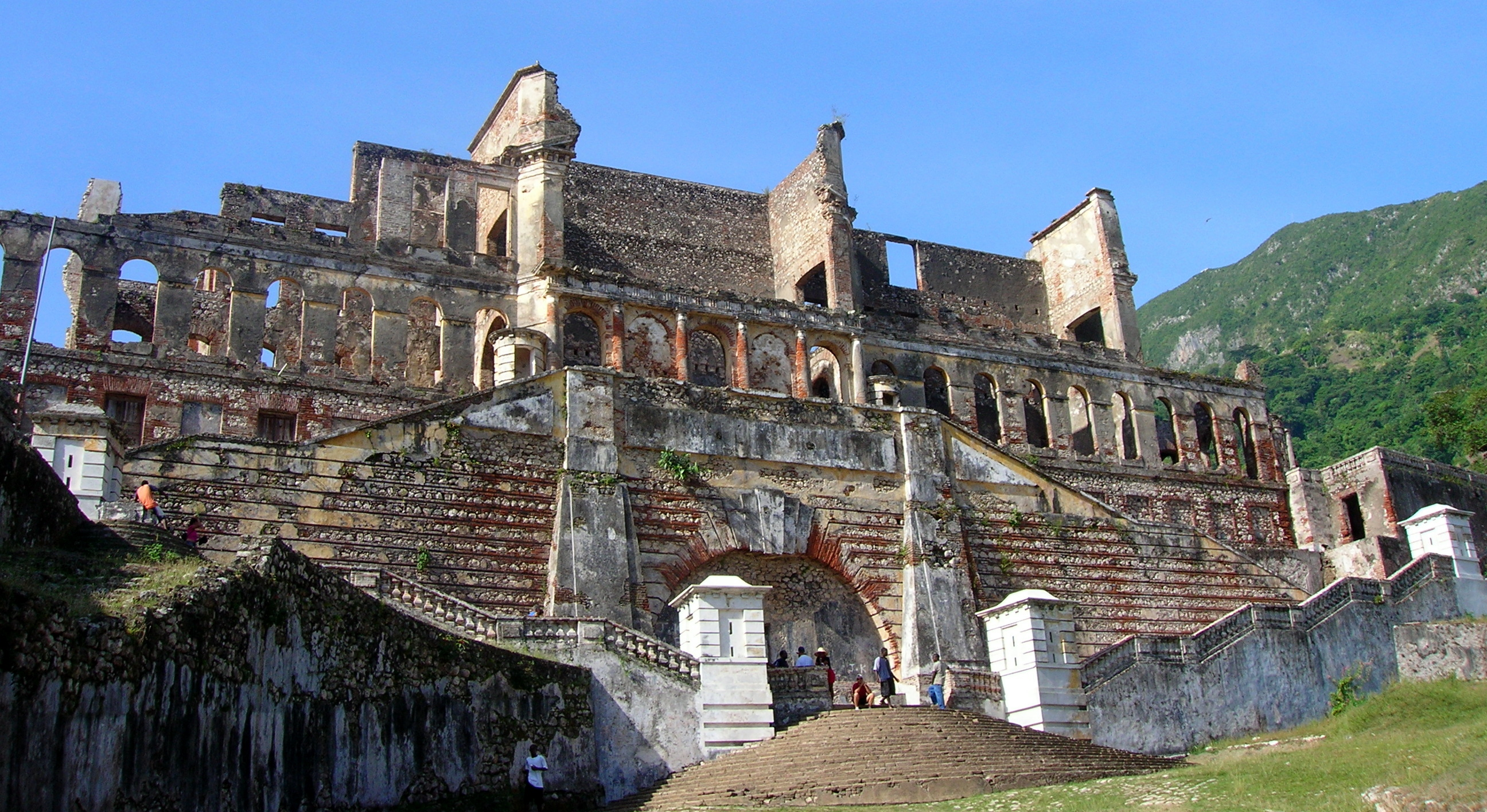
palác Sans Souci
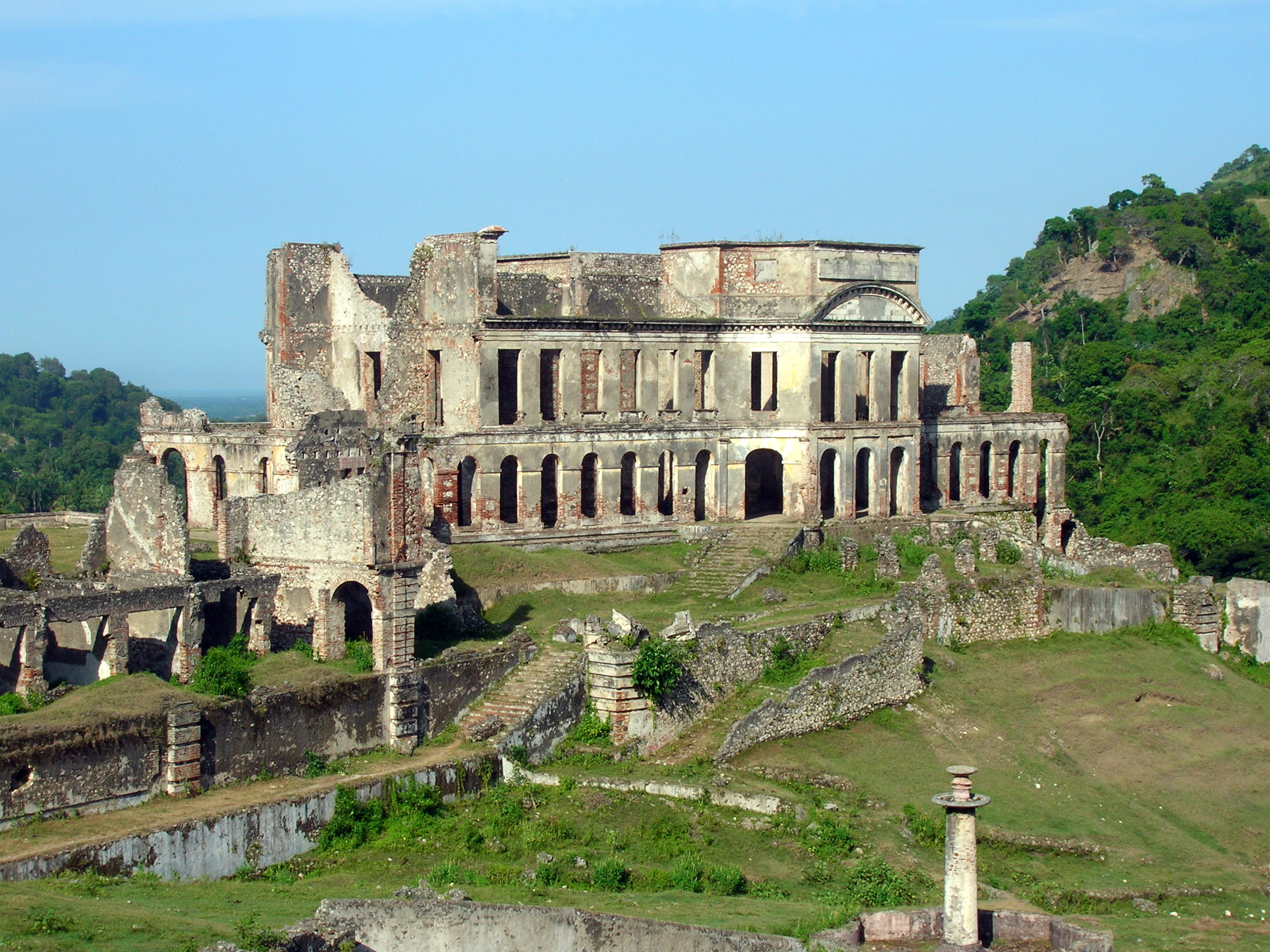
palác Sans Souci
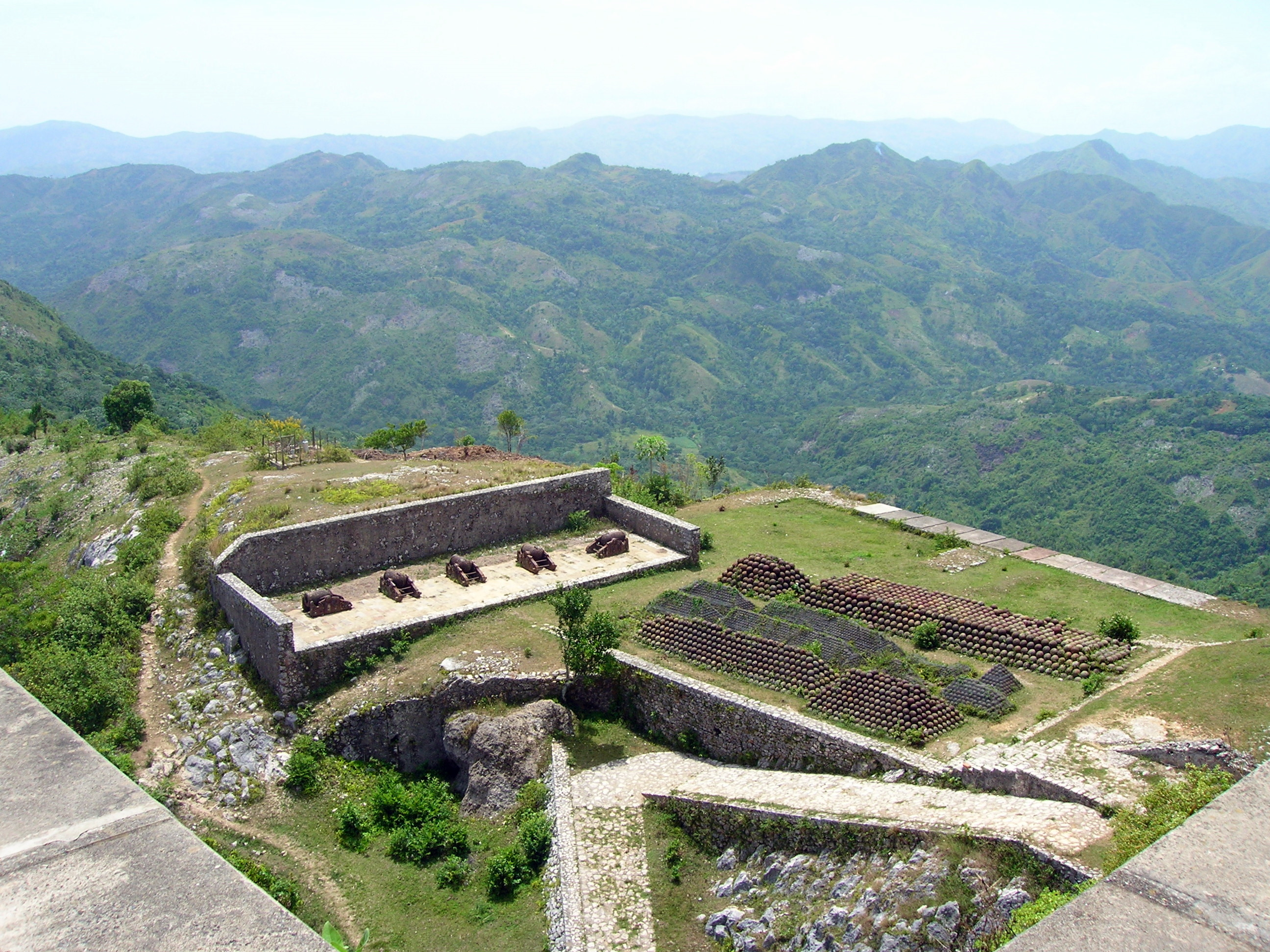
citadela Laferrière
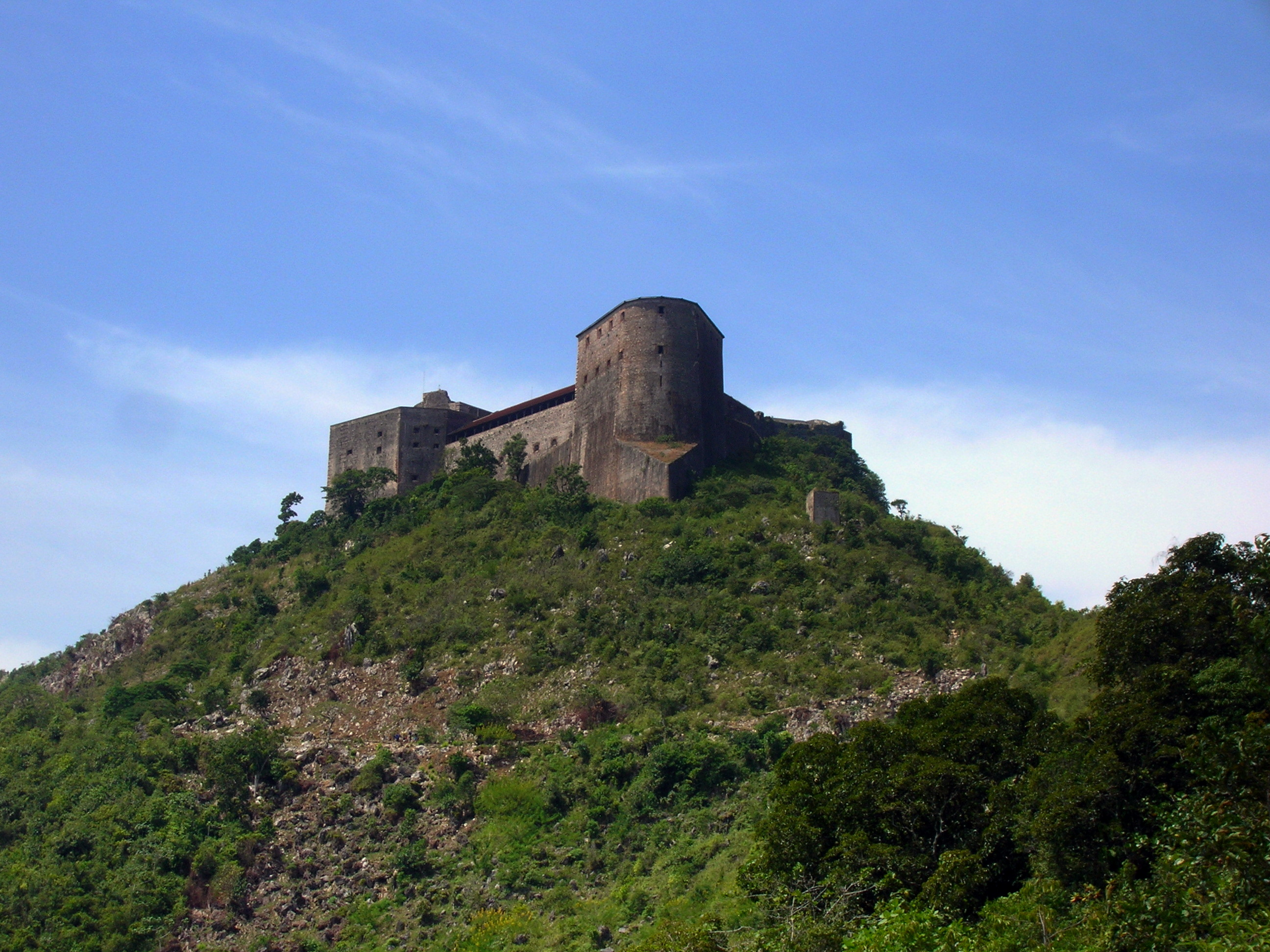
citadela Laferrière